# Gallirallus owstoni
Gallirallus owstoni là một loài chim trong họ Rallidae.
Đây là loài chim không biết bay, đặc hữu của đảo Guam thuộc Hoa Kỳ. Gà nước Guam đã biến mất khỏi miền nam đảo Guam vào đầu những năm 1970 và bị tuyệt chủng khỏi toàn bộ hòn đảo vào cuối những năm 1980. Loài này hiện đang được Phòng Tài nguyên Thủy sản và Động vật hoang dã trên đảo Guinea và tại một số sở thú của Hoa Kỳ đại lục nuôi nhốt. Kể từ năm 1995, hơn 100 cá thể đã được du nhập trên đảo Rota thuộc Khối thịnh vượng chung Quần đảo Bắc Mariana trong nỗ lực thiết lập một thuộc địa sinh sản hoang dã.
Mặc dù ít nhất một con gà nước con kết quả của những nỗ lực này, nhưng sự săn mồi (phần lớn là do rắn cây nâu (không tìm thấy trên Rota) và mèo hoang (hiện diện trên Rota)) và cái chết do tai nạn là rất cao. Một số ít cá thể chim có khả năng vẫn tồn tại. Vào ngày 31 tháng 3 năm 2017, Earth Optimism đã được đưa ra và một chương trình du nhập lại sẽ được triển khai và hiện tại một vài cá thể ở đảo Guam được đưa trở lại tự nhiên ở đảo Guam.

## Hành vi và môi trường sống
Gà nước Guam là một loài có tính lãnh thổ và ẩn mình, không bay, dễ quan sát nhất khi nó tắm hoặc kiếm ăn dọc hai bên đường hoặc rìa cánh đồng. Đây là một trong số ít các loài chim bản địa của đảo Guam được tìm thấy thường xuyên hơn trong sự phát triển rừng thứ cấp hoặc rừng hỗn hợp so với các vùng rừng trưởng thành đồng đều, và có thể đã phong phú hơn trước khi con người xuất hiện.
Nó là một loài tìm kiếm thức ăn ở mặt đất quanh năm khiến nó rất dễ bị săn mồi, chẳng hạn như bị thằn lằn và chuột săn bắt. Chim mái mỗi lứa đẻ 2-4 và cả chim bố và chim mẹ cùng chung nhau xây dựng tổ bằng lá và cỏ. Chim con trưởng thành lúc sáu tháng tuổi và đẻ 10 quả trứng mỗi năm trong điều kiện nuôi nhốt.

## Chế độ ăn
Loài chim này là loài ăn tạp nhưng dường như thích động vật hơn thực phẩm rau. Chúng ăn tắc kè, côn trùng, thằn lằn bóng, xác thối và hạt.

## Hình ảnh

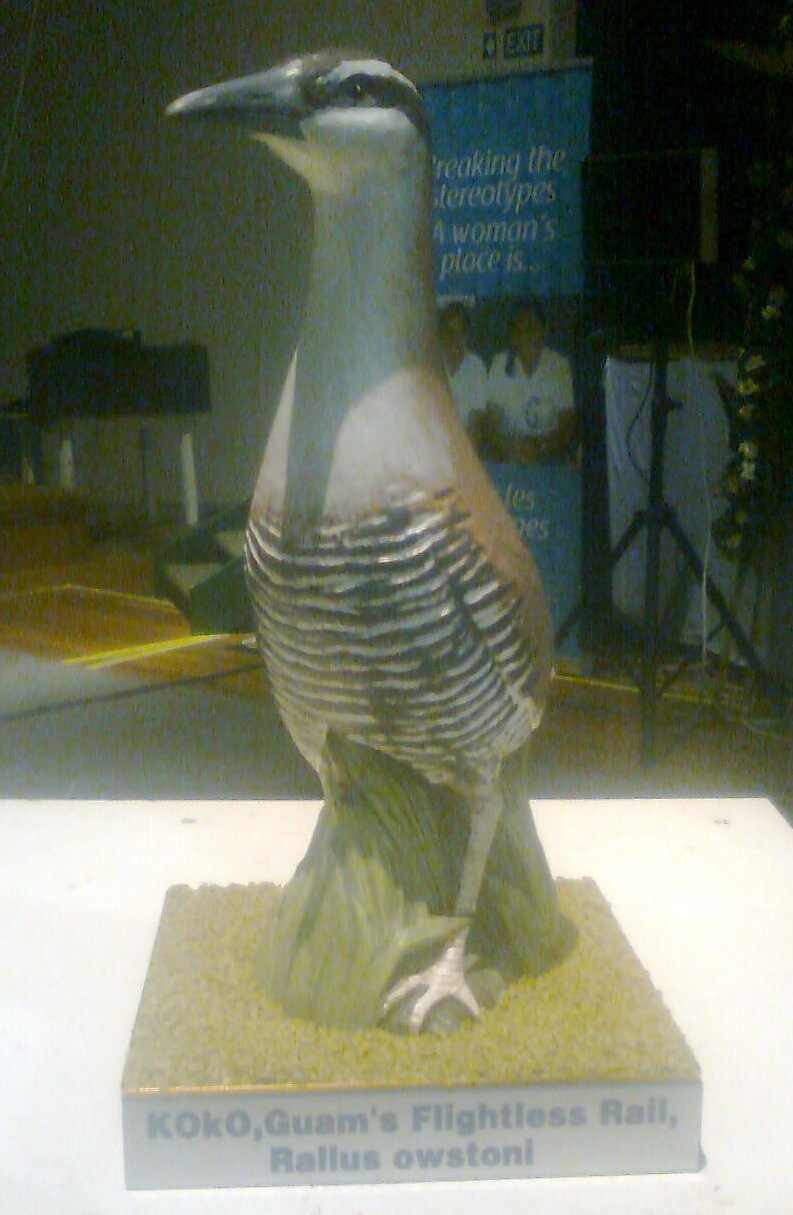
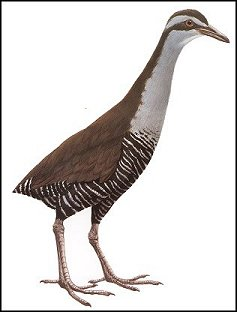
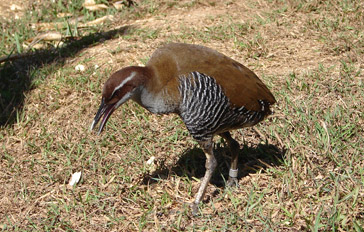